# Freddy Cohen
Alfred Cohen, detto Freddy (in ebraico פרדי כהן‎?; Alessandria d'Egitto, 22 febbraio 1930), è un ex cestista israeliano.

## Carriera
Con Israele ha partecipato ai Giochi olimpici di Helsinki 1952, ai Campionati europei del 1953 e ai Campionati mondiali del 1954.